# 2012-fænomenet
2012-fænomenet er forskellige kataklysmiske eller overgangshændelser, der ifølge flere eskatologiske trosretninger ville indtræffe 21. december 2012.
 
Denne dato skulle være som slutdatoen i den 5.125-år lange cyklus i den mesoamerikanske long count-kalender. Forskellige astronomiske konjunktioner og numerologiske formler er blevet foreslået som at indtræffe denne dato, selvom ingen af dem er blevet accepteret af videnskaben.
En New Age-fortolkning af denne overgang er, at denne dato markerer starten på en tidsalder hvor jorden og dens beboere kan undergå en positiv fysisk eller spirituel transformation, og at 2012 kan markere begyndelsen på den nye æra. 
Andre foreslår at 2012-datoen skulle markere verdens undergang eller en lignende katastrofe. 
Scenarioer foreslået for verdens undergang omfatter ankomsten af det næste solmaksimum, eller at jorden skulle kollidere med et objekt som f.eks. et sort hul, en passerende småplanet eller en planet kaldet "Nibiru".
Forskellige videnskabelige discipliner har forkastet ideen om sådanne kataklysmiske hændelser i 2012, fordi forudsigelser om en forestående dommedag ikke kan findes i de klassiske maya-optegnelser og at ideen om at Long Count-kalenderen "slutter" i 2012, fejlfortolker mayaernes historie og kultur. 
Astronomer og andre videnskabsfolk har afvist forslagene som pseudovidenskab, og udtaler at de strider imod simple astronomiske observationer og mængden udgør "en distraktion fra mere vigtige videnskabelige bekymringer, såsom global opvarmning og tabet af biologisk diversitet." 
En arkæolog har kommenteret på en ny kalender fundet ved Xultun, og udtaler at "The ancient Maya predicted the world would continue – that 7,000 years from now, things would be exactly like this. We keep looking for endings. The Maya were looking for a guarantee that nothing would change. It's an entirely different mindset."